# NGC 5788
NGC 5788 est une lointaine galaxie spirale barrée située dans la constellation du Bouvier. Sa vitesse par rapport au fond diffus cosmologique est de 11 153 ± 7 km/s, ce qui correspond à une distance de Hubble de 164 ± 12 Mpc (∼535 millions d'al). NGC 5788 a été découverte par l'astronome britannique Lewis Swift en 1887.
Une barre centrale est clairement visible sur l'image obtenue des données du relevé SDSS, aussi la classification de galaxie spirale barrée (SBab/R) par la base de données HyperLeda semble mieux décrire cette galaxie. Par contre, l'anneau (R) semble plutôt être le prolongement du bras spiral externe.